# Barton on Sea (New Milton)
Barton on Sea (també escrit Barton-on-Sea) és una vila costanera del comtat de Hampshire, Anglaterra. És un assentament que es remunta a l'època dels anglosaxons, però la vila moderna principalment va ser construïda al segle xx. La seva proximitat a New Milton fa que sembli un barri d'aquesta ciutat. Barton és notable per la gran quantitat de fòssils trobats als seus penya-segats i també per ser el primer lloc d'Anglaterra on es van construir proteccions de pedra per evitar l'erosió de la costa. Barton ha originat el nom d'un estadi geològic de l'Eocè, el Bartonià.

## Història
Atès que Barton és un nom bastant comú en la topografia d'Anglaterra, oficialment es fa servir la forma Barton-on-Sea per a distingir-lo dels altres llocs. Etimològicament significa «Granja de Beorma» i apareix dues vegades al Domesday Book, escrit Bermintune i també Burmintune.

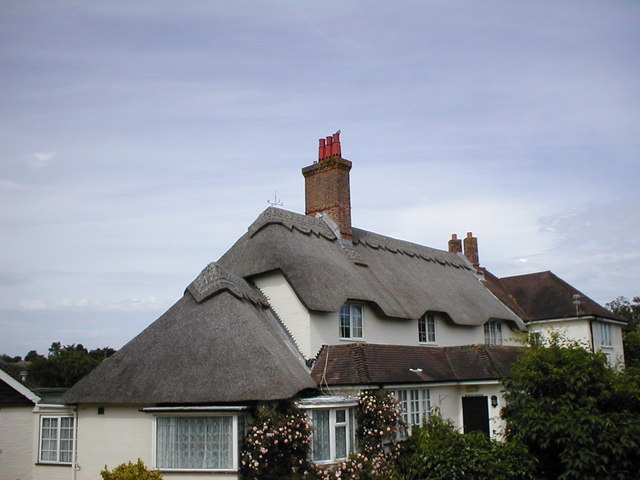
Una de les cases antigues que es van enderrocar per fer pisos.

Al segle xx es van trobar urnes funeràries de l'edat del bronze, que demostren que aquest lloc va estar poblat des de molt antic. Roger de Montgomerie, primer comte de Shrewsbury i amic de Guillem el Conqueridor, va rebre el dret a explotar dues finques agrícoles a Barton el 1086. Una de les finques és esmentada en un document del 1559 on es diu que John Dowce moria sent-se el propietari. William Juniper la va adquirir poc després i, a la seva mort, era la principal de les dues que hi havia a Barton. La propietat va romandre en la família Stephens fins al 1733, quan Richard Stephens la va vendre a Thomas Le Marchant. El 1771 John Le Marchant la va transferir a Edward Dampier de Corfe Castle, la família del qual la va posseir fins al 1903.
Al carrer Barton Lane hi havia una filera de cases antigues que es van construir a finals del segle xix, per allotjar els guàrdies que vigilaven per evitar el contraban que en aquell temps es practicava desembarcant en aquestes costes.

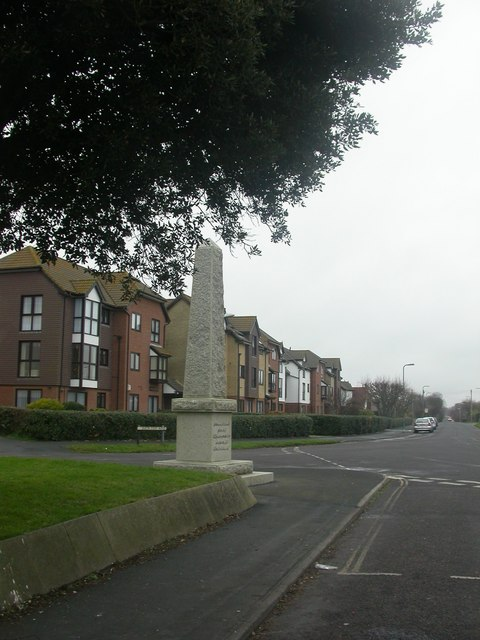
Obelisc dedicat als soldats.

A finals de la dècada de 1880, Barton en gran part constava de les dues finques esmentades on hi havia granges, però en la dècada del 1890, van ser subhastades i per a fer-ho les van parcel·lar. La venda de les terres va permetre el desenvolupament urbà de la vila, que es va efectuar a partir del 1904-1907
Durant la primera guerra mundial Barton va ser escollit com a lloc de convalescència per als soldats indis ferits, els quals tenen un obelisc que els commemora erigit el 1917. El 1927, es va crear un hospital anomenat Grove Maternity Hospital, que va tancar el 1988. Durant la segona guerra mundial, la costa de Barton va ser declarada àrea restringida i s'hi van instal·lar llocs d'observació anomenats pillbox.

## Geografia

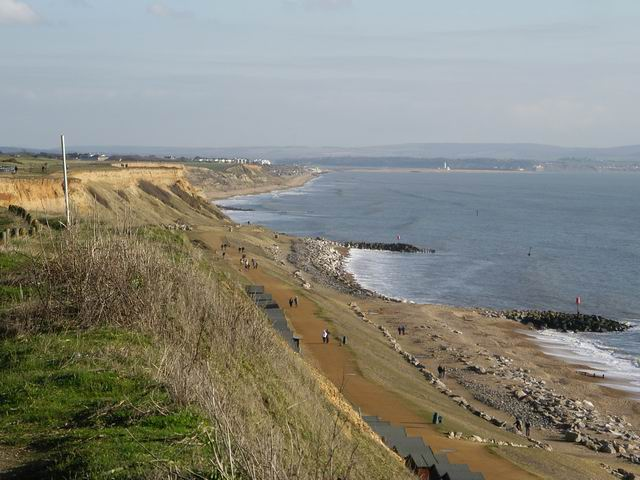
Penya-segats de Barton

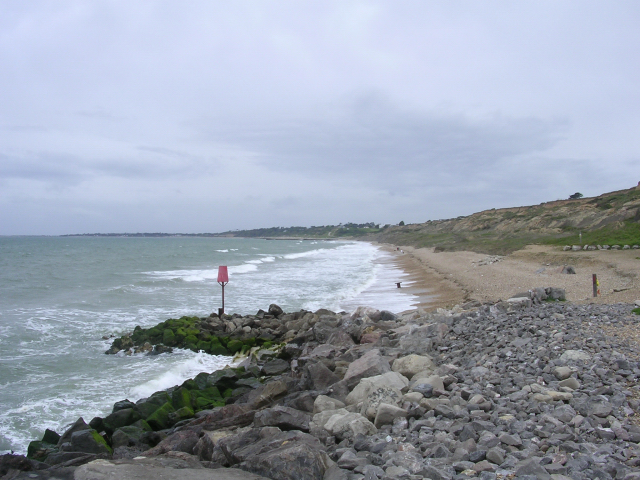
Protecció perpendicular de roques.

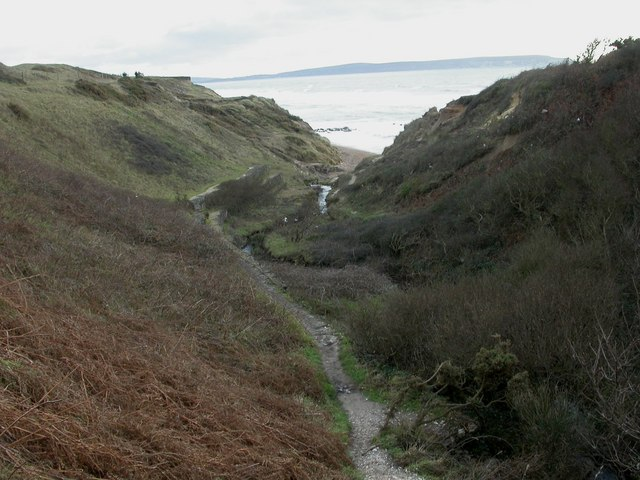
Sortida del torrent a Becton.

La seva costa és coneguda pel seu ric contingut en fòssils, situats en una zona geològica anomenada Barton beds formada per argila grisa i marró amb estrats de sorra. Aquest tipus de material és el que defineix el període Bartonià, que forma part de l'Eocè.
La platja està separada de la població per un penya-segat de 35 metres d'alçada. Hi ha una sendera que uneix la part de dalt dels penya-segats de Barton amb Milford on Sea; un altre camí, el Solent Way arriba fins a Emsworth, vila situada en la frontera amb West Sussex. Va ser el primer lloc d'Anglaterra on es van instal·lar fileres de roques perpendiculars a la costa per a trencar el moviment de les ones i evitar la desaparició de la sorra; les oques les van portar dels Mendip Hills.
Barton on Sea havia tingut durant anys problemes d'erosió de la costa. Els penya-segats es desfeien a una velocitat mitjana d'1 metre a l'any, i les onades s'havien endut alguns edificis. A començaments de la dècada del 1900 el passeig verd de dalt dels penya-segats tenia 100 metres d'amplada, actualment només té 20 metres en les parts més sobresortints. El sistema de protecció instal·lat a l'oest de Bournemouth, va desviar l'acumulació de sediments capa aquella zona i va deixar la costa de Barton més desprotegida. A finals de la dècada del 1930 es van col·locar les primeres proteccions però eren de fusta i no van ser gaire efectives. En els anys 1970 es van substituir per trencaones de pedra, més resistents. Aquests penya-segats es fan servir per practicar el vol amb parapent.
A l'oest de Barton està Naish Farm, que és un parc però anteriorment va ser una explotació agrícola coneguda amb aquest nom des del segle xiv. Més enllà està la desembocadura d'un torrent, el Chewton, que s'obre pas entre els penya-segats formant una cavitat fonda.
A l'est està Becton, que és una de les granges enregistrades del Domesday Book i actualment és un camp de golf que té tres pistes amb nou forats. Al costat hi ha la sortida d'un altre torrent però no és tan fonda com la del Chewton perquè l'erosió l'ha afectat més. Més enllà està Taddiford, on hi ha granges.

## Persones rellevants

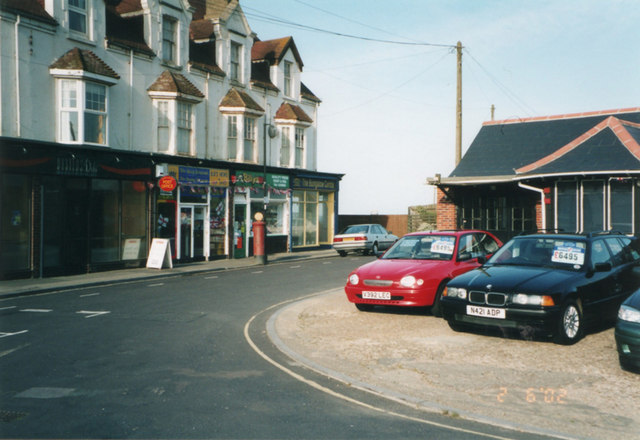
Zona comercial.

A Becton va viure la famosa geneta Marion Coakes. El seu cavall, anomenat Stroller, va ser l'únic poni que va fer tota la pista de salts en els jocs olímpics i va guanyar la medalla de plata del 1968. En aquest lloc van enterrar el cavall i hi ha una placa commemorativa.
Els futbolistes Russell Perrett, Jamie Redknapp, i Neil Moss, van néixer a Barton on Sea. Altres residents famosos són: la novelista Beatrice Harraden; el jugador de criquet Denys Hill; i el director d'orquestra Harry Norris. George Campbell Wheeler, que va ser membre del cos indi de l'exèrcit britànic durant la primera guerra mundial i que va ser guardonat amb la Creu Victòria també va viure aquí. L'agent del GCHQ Jock Kane, va viure a Barton en la dècada del 1980, on va ser repartidor de la llet i conductor d'autobús escolar.

## Demografia
Com que Barton on Sea està a tocant d'una ciutat gran, New Milton, sembla que sigui un barri perifèric d'aquesta i molts habitants de Barton es desplacen diàriament per a treballar o fer compres a New Milton. Barton és una destinació escollida per persones d'altres llocs que cerquen un lloc tranquil per viure-hi quan estan jubilats, aproximadament un 36% dels residents són persones retirades. La població de Barton en el cens del 2001 era de 6.849 habitants: 5.056 al centre ciutat més 1.793 al barri est.